# Head Trauma
Head Trauma – piąty album House of Krazees wydany w lutym 1996 nakładem wytwórni muzycznej Latnem Intertainment. Jest to ostatni pełny longplay wydany przez HOK.
Na albumie (który ze względów finansowych został wydany tylko na kasecie) znalazł się utwór „Nosferatu”, który w 2002 roku został wydany ponownie jako internetowy darmowy singel ze zmienionym beatem, dwiema nowymi zwrotkami Mr. Bonesa i Hektica oraz z usuniętym wersem The R.O.C.

## Lista utworów
| #  | Tytuł                      |
| -- | -------------------------- |
| 1  | "Escape"                   |
| 2  | "Paranoid"                 |
| 3  | "If This Is Love"          |
| 4  | "Marche"                   |
| 5  | "Slip Into Reality"        |
| 6  | "No Way"                   |
| 7  | "Nosferatu"                |
| 8  | "Don't Follow Me"          |
| 9  | "Hypno"                    |
| 10 | "R.I.P."                   |
| 11 | "Interlude"                |
| 12 | "Deceive"                  |
| 13 | "Land of the Walking Dead" |
| 14 | "The House"                |
| 15 | "Head Trauma"              |
| 16 | "Terminal Illness"         |